# Eurypanopeus dissimilis
Eurypanopeus dissimilis is een krabbensoort uit de familie van de Panopeidae. De wetenschappelijke naam van de soort is voor het eerst geldig gepubliceerd in 1891 door Benedict & Rathbun.